# هايك فريس
هايك فريس (بالدنماركية: Heike Friis)‏ هي ثيولوجية دنماركية، ولدت في 27 أبريل 1943 في هامبورغ في ألمانيا، وتوفيت في 1 أبريل 2015 في أبينرا ‏ في الدنمارك.